# Anne Charnock
Anne Charnock ist eine britische Science-Fiction-Schriftstellerin und ehemalige Journalistin. Sie gewann den Arthur C. Clarke Award 2018 für Dreams Before the Start of Time. Ebenfalls gewann sie den British Science Fiction Association Award 2017 in der Kategorie „Kurzform“ für The Enclave.

## Leben
Charnock studierte an der University of East Anglia Umweltwissenschaften und schloss die Manchester School of Art mit einem Master of Fine Arts ab. Sie war Wissenschaftsjournalistin unter anderem für The Guardian und New Scientist und Auslandskorrespondentin im Nahen Osten, Afrika und Indien. Sie ist mit einem Journalisten verheiratet. 2018 war sie Jurorin beim James White Award.

## Bibliografie
Romane
- A Calculated Life (2013)
- Sleeping Embers of an Ordinary Mind (2015)
- Dreams Before the Start of Time (2017)
- Bridge 108 (2020)

Kurzgeschichten
- The Enclave (2017)
- A Good Citizen (2017, in: George Sandison (Hrsg.): 2084)
- A Cure for Homesickness (2018, in: Shoreline of Infinity, Edinburgh International Science Festival Edition)